# Raised by Another (Lost)
"Raised by Another" é o décimo episódio de Lost. É o décimo episódio da primeria temporada da série. Foi dirigido por Marita Grabiak e escrito por Lynne E. Litt. Foi ao ar originalmente em 1 de Dezembro de 2004, pela ABC. O episódio foca o flashback em Claire Littleton.

## Sinopse
Claire é atacada nas grutas. Hurley faz um censo dos sobreviventes e descobre que um, dentre eles, Ethan, não estava no avião. Claire lembra de quando descobriu que estava grávida e de como desistiu da adoção a conselho de um médium, que a convenceu a pegar o avião que caiu na ilha.